# Myrica hartwegii
Myrica hartwegii är en porsväxtart som beskrevs av S. Wats. Myrica hartwegii ingår i släktet porssläktet, och familjen porsväxter. Inga underarter finns listade i Catalogue of Life.